# إيمانويلا روسي
إيمانويلا روسي (بالإيطالية: Emanuela Rossi)‏ هي ممثلة إيطالية، ولدت في 24 يناير 1959 بروما في إيطاليا.

## وصلات خارجية
- إيمانويلا روسي على موقع IMDb (الإنجليزية)
- إيمانويلا روسي على موقع ميوزك برينز (الإنجليزية)
- إيمانويلا روسي على موقع قاعدة بيانات الفيلم (الإنجليزية)
- إيمانويلا روسي على موقع ANN person (الإنجليزية)